# کارمن سانچس لوسانو
کارمن سانچس لوسانو (اسپانیایی: Carmen Sánchez Lozano‎؛ زادهٔ ۱۹ مه ۲۰۰۱) بازیگر اهل اسپانیا است.
از فیلم‌ها یا مجموعه‌های تلویزیونی که وی در آن‌ها نقش داشته است، می‌توان به ایزابل، فیزیک یا شیمی و مدرسه شبانه‌روزی اشاره نمود.